# Казе Манцоти-Сколари (Ређо Емилија)
Казе Манцоти-Сколари је насеље у Италији у округу Ређо Емилија, региону Емилија-Ромања.
Према процени из 2011. у насељу је живело 82 становника. Насеље се налази на надморској висини од 51 м.